# Put Yourself in His Place (film 1912)
Put Yourself in His Place è un cortometraggio muto del 1912 diretto da Theodore Marston.

## Produzione
Il film fu prodotto dalla Thanhouser Film Corporation.

## Distribuzione
Distribuito dalla Film Supply Company, il film - un cortometraggio in due bobine - uscì nelle sale cinematografiche USA il 29 ottobre 1912.